# Krone des Protektorats Böhmen und Mähren
Krone des Protektorats Böhmen und Mähren (K) war (zusammen mit der Reichsmark) die Währung im Gebiet des reichsdeutschen Protektorats Böhmen und Mähren. Die Geldscheine waren zweisprachig auf Deutsch und Tschechisch bedruckt. Daneben blieb die Tschechoslowakische Krone bis 1944 gültig. Zehn Kronen entsprachen einer Reichsmark.
Erste Staatsnoten des Protektorats waren handüberdruckte tschechoslowakische 1- und 5-Krone-Staatsnoten; viele Banknoten waren aber auch ohne den Überdruck im Umlauf. Im Jahr 1940 wurden 10-, 20-, 50-Heller-Münzen und 1-, 5-, 10-, 20-, zwei 50- und zwei 100-Krone-Staatsnoten eingeführt. Allmählich wurde die Währung um 1-Krone Münzen und 500-, 1000- und 5000-Krone-Banknoten ergänzt. Münzen des Protektorats wurden in einer Möbelfabrik in Lissa an der Elbe aus technischem Zink geprägt.

## Vollständige Darstellung aller Ausgaben der Böhmisch-Mährischen Krone (1939–1945)
| Periode                            | Ausgabe                    | Wert        | Datum     | Bild | Anmerkung                                                                          |
| ---------------------------------- | -------------------------- | ----------- | --------- | ---- | ---------------------------------------------------------------------------------- |
| Protektorat Böhmen und Mähren      | Provisorische Ausgabe 1939 | 1 Krone     | ND (1939) |      |                                                                                    |
| Protektorat Böhmen und Mähren      | Provisorische Ausgabe 1939 | 5 Kronen    | ND (1939) |      | Josef Jungmann                                                                     |
| Protektorat Böhmen und Mähren      | Ausgabe 1940               | 1 Krone     | ND (1940) |      |                                                                                    |
| Protektorat Böhmen und Mähren      | Ausgabe 1940               | 5 Kronen    | ND (1940) |      |                                                                                    |
| Protektorat Böhmen und Mähren      | Ausgabe 1940               | 50 Kronen   | 1940      |      |                                                                                    |
| Protektorat Böhmen und Mähren      | Ausgabe 1940               | 100 Kronen  | 1940      |      | Prager Burg & Karlsbrücke                                                          |
| Protektorat Böhmen und Mähren      | Ausgabe 1942–44            | 10 Kronen   | 1942      |      |                                                                                    |
| Protektorat Böhmen und Mähren      | Ausgabe 1942–44            | 20 Kronen   | 1944      |      |                                                                                    |
| Protektorat Böhmen und Mähren      | Ausgabe 1942–44            | 50 Kronen   | 1944      |      |                                                                                    |
| Nationalbank für Böhmen und Mähren | Ausgabe 1942–44            | 500 Kronen  | 1942      |      | Peter Johann Brandl                                                                |
| Nationalbank für Böhmen und Mähren | Ausgabe 1942–44            | 1000 Kronen | 1942      |      | Peter Parler                                                                       |
| Nationalbank für Böhmen und Mähren | Ausgabe 1942–44            | 5000 Kronen | 1943      |      | Überdruck einer Tschechischen Banknotenserie aus dem Jahr 1920 – Aufdruck Specimen |
| Nationalbank für Böhmen und Mähren | Ausgabe 1942–44            | 5000 Kronen | 1944      |      | Wenzel von Böhmen                                                                  |